# 香料贸易

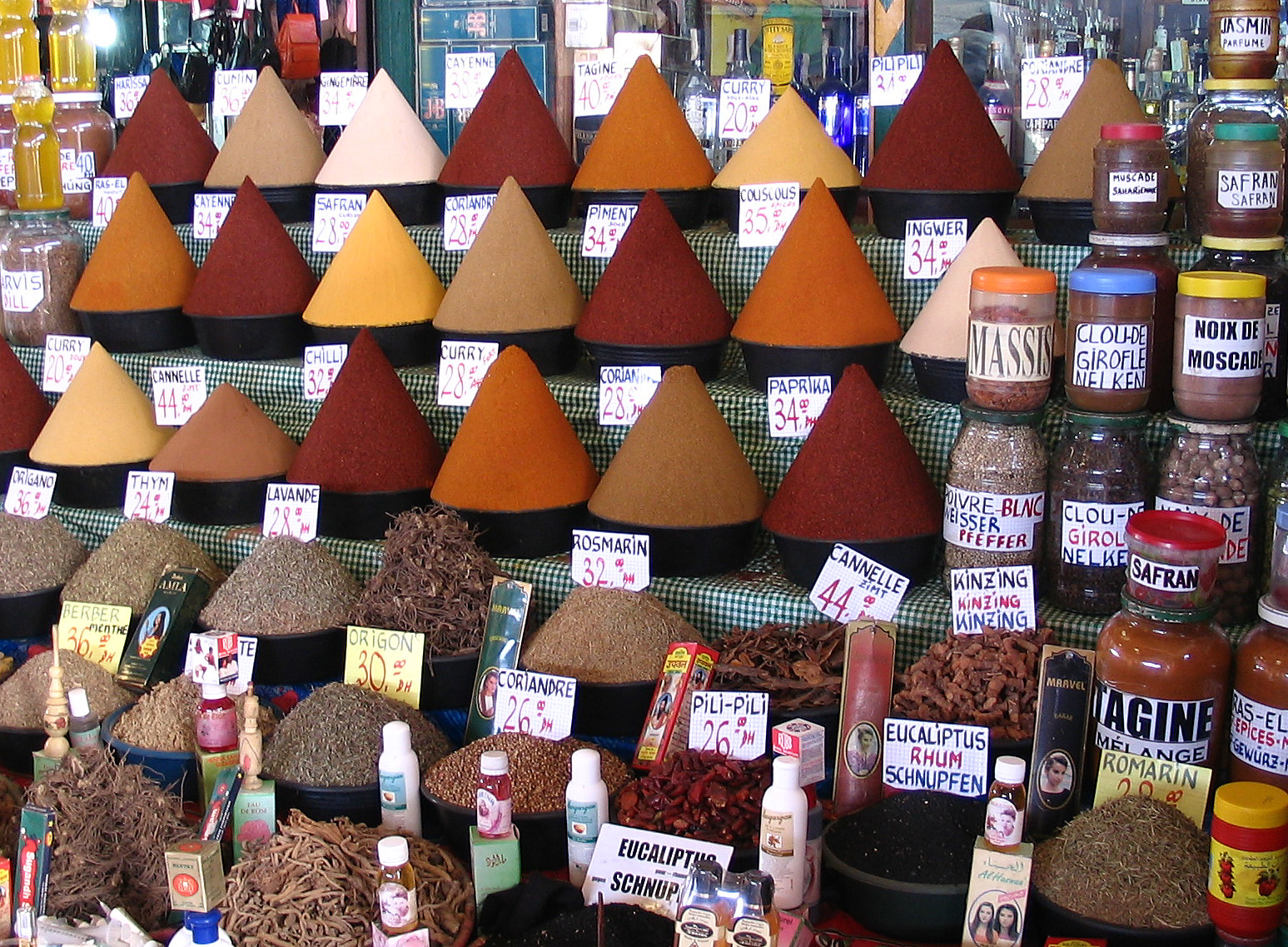
2005年5月摩洛哥阿加迪尔中央市场展示的香料

香料贸易在人类历史上有着举足轻重的作用，尤其是中世纪的欧洲，对香料的渴望直接催生了地理大发现。从遥远的东方运送香辛料到欧洲的贸易线路被称为香料之路。香料作为当时最贵重的商品之一，其价值几与黄金相当。英语中“Spice”（香辛料）这个词来源于拉丁语“species”，常用来指代贵重但量小的物品。
在16世纪，葡萄牙统治了东印度的香料贸易，17世纪的霸主是荷兰，而18世纪则是英国。而在16～19世紀初，中國大陸是世界上最大的香料市場，東南亞大部分香料都銷往這裡；而荷蘭、英國、美國等國商人，就由廣州運載中國香料返國，廣州成為早期東南亞香料的集散中心。

## 香料贸易的历史

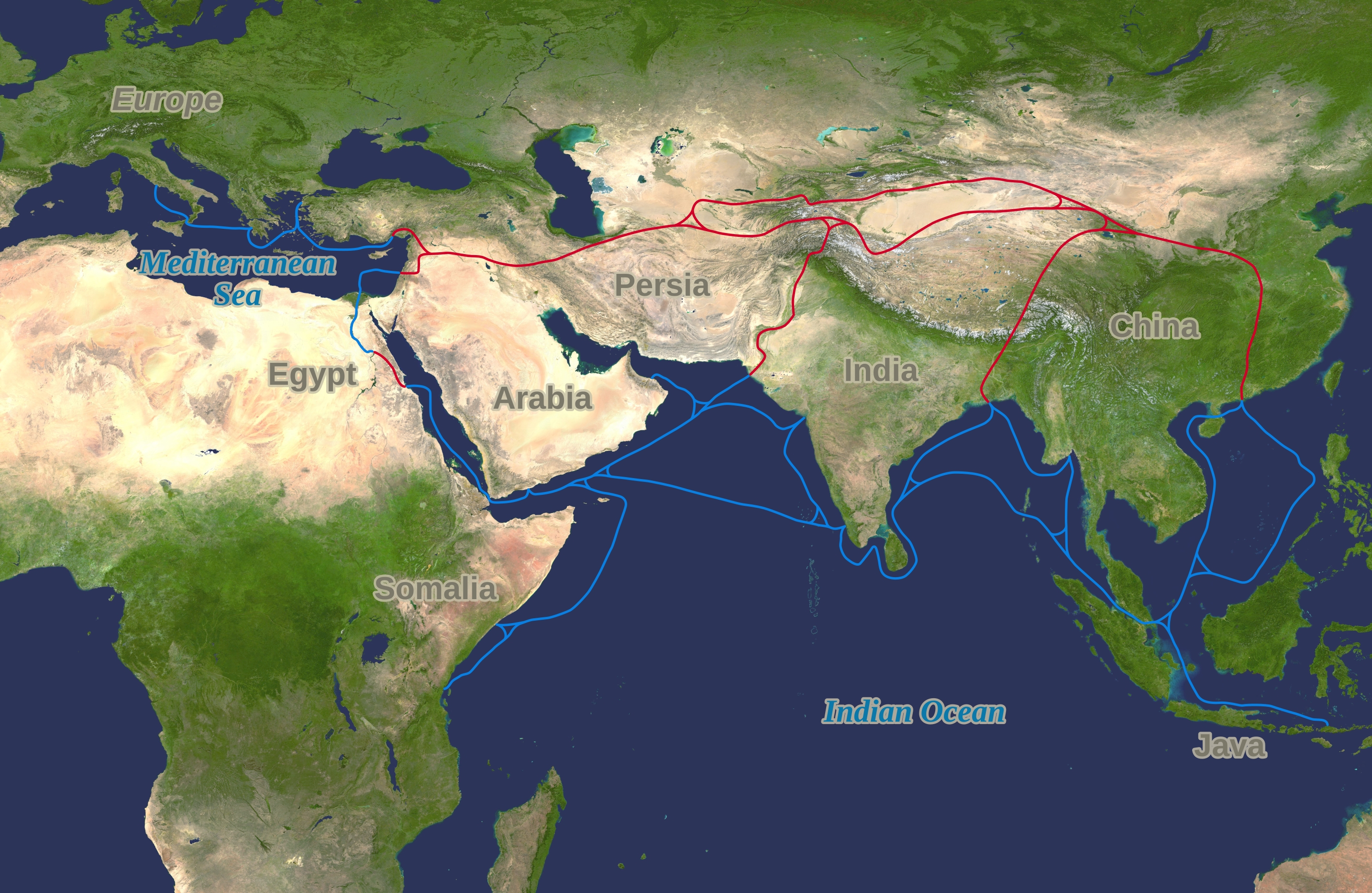
经济地位极为重要重要的丝绸之路和东方的香料贸易路线，于1453年被奥斯曼帝国阻断。为了开辟绕过非洲的海路贸易路线，地理大发现时代开始了。

从一開始，香料即有着重要的地位。在古代，香料可以用于巫术仪式、咒语、净化、防腐、化妆、香水、治疗、甚至毒药。此外也可用于烹饪、食物贮存和调味。而在《圣经》時代，已有约瑟曾被親兄弟卖予香料商人为奴的記載。《圣经·雅歌》中，则将自己的爱人比作数种香料。由此可見，香料貿易沿遠流長。
到了中世纪，香料已经成为非常贵重的交易品。一種看法認為，香料的作用主要是为了掩饰变质食物的气味（没有冷藏技术和一定的卫生条件，食物是很容易变质的）。另一種看法認為，在中世纪，来自东方的香料是奢侈品，能够享用香料的有钱人自然也能享用未变质的食物。总之中世纪后期欧洲对香料的巨大需求究竟出于什么原因，至今仍然争议未决。
黑胡椒的贸易在罗马帝国时代达到顶峰。在留存的古代拉丁烹饪书《the De re coquinaria of Apicius》中，胡椒在全部468种配方中出现了349次，包括果仁胡椒塞鼠肉等。西罗马帝国崩溃后，胡椒贸易仍得以留存，并在复苏后不断延续着远古以来的奢华和文明。
除了黑胡椒之外，当时欧洲最受欢迎的香料还包括肉桂、豆蔻核仁、丁香等。真正的肉桂仅产于斯里兰卡（1972年前旧称锡兰），而近似的桂皮则产于中国和缅甸，不仅可用于调味，还可用于化妆、医疗、膏油、香氛等。豆蔻核仁产自印度尼西亚的班达海诸岛。丁香仅产于马鲁古群岛（印度尼西亚南部，又称香料群岛）的两个小岛：德那第和蒂多雷。胡椒产自印度，在其他地方也有一些低档的替代品。胡椒广泛用于烹饪，也可用于制作滋补剂、兴奋剂、甚至除虫剂和春药。
正如其他古代和中世纪的贸易一样，香料贸易对沿线居民点的形成有很深的影响。无论是陆路还是近岸海路，运输都是白天进行，每晚都需休整，于是沿路形成了很多补给站，其中很多渐渐发展成了市镇。（布勞岱爾，107页）
据波斯地理学家伊本·胡尔达兹比赫称，在中世纪（约700年-1000年），香料贸易主要由穆斯林和古吉拉特邦的商人控制，欧洲商人只能局限在欧洲内部进行贸易。胡尔达兹比赫还称香料是由被称为「拉特纳猶太人」的犹太商人们带到欧洲的。而根据其他资料，如图尔的聖額我略就曾写到，在墨洛溫王朝后期和卡洛林王朝早期，西欧的香料贸易也被犹太人垄断。

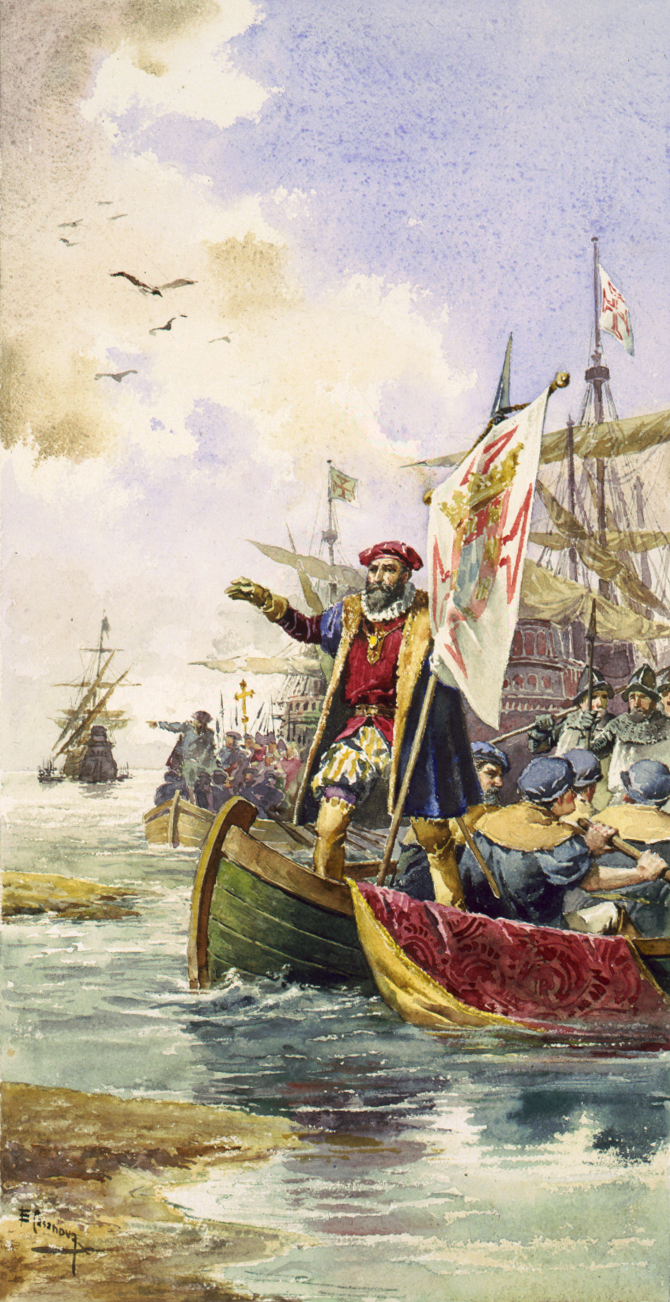
达迦马驶往印度运回香料

为了开拓东方香料之路，马可·波罗的冒险将他带到了中国，葡萄牙探险家达迦马则驶往印度。与此同时，刚刚发现了新大陆的哥伦布，也忙于向赞助者们描绘在那里新发现的香料品种。
1519年，西班牙王室资助葡萄牙探险家麦哲伦率船队远征，主要目的是开辟由西方通向香料群岛的航线，这样新航线就可以落在西班牙的势力范围了。这次探险非常成功，船队三年后返航，达成了历史上第一次环球航行。

## 香料群岛
香料群岛一般指马鲁古群岛（旧称摩鹿加Moluccas），位于赤道附近，苏拉威西岛和新几内亚岛之间，现属于印度尼西亚。这个词也可以指其它以出产香料著称的岛屿，比如东非坦桑尼亚的几个岛屿，包括桑给巴尔岛、马菲亚岛、奔巴岛。
直至18世纪晚期，摩鹿加群岛一直是几种重要经济香料的唯一来源，包括丁香、豆蔻核仁、肉豆蔻等。考古学和语言学的研究证据表明，香料群岛的贸易路线早在公元前200年即远达印度次大陆。稍晚的罗马作家老普林尼曾提及丁香。爪哇和中国的商人也大量从事香料贸易。

## 开辟新的香料之路
香料往往经过多方转手才能到达欧洲，主要的贸易终点站是埃及的亞歷山卓。欧洲人的印象中，香料是非常贵重的天然商品。亚历山大的穆斯林商人或许也并不知道香料的来源，于是关于栽种香料的环境条件和收割运送香料所经的风险有很多天方夜谭般的传闻。正是这些交织着神话、浪漫、珍宝的传闻，构成了前哥伦布时代欧洲人心目中的黄金国（El Dorado）。
1200年至1500年，传统的陆路运输被蒙古人和土耳其人打断，威尼斯共和國通过控制地中海到亚历山大的航路逐渐垄断了欧洲的香料贸易。发现一条新的航路冲破威尼斯的垄断，这一经济动力也许就是开创欧洲地理大发现时代的最重要的根源。
葡萄牙首先发现了非洲最南端的航路拔得头筹。寻找最佳南向海流的过程中，葡萄牙建立了航路上的众多补给地，甚至偶然发现了巴西海岸。葡萄牙卓有成效的发现以及垄断地位的建立刺激了其他欧洲列强，包括西班牙、荷兰、法国、英国等，各国都试图挑战葡萄牙的领先地位取而代之。
葡萄牙探险家的发现给香料商人找到了一个新的目的地，即统称为马来群岛的东南亚国家（现在的马来西亚、新加坡和印度尼西亚）。马六甲和新加坡等港口因为香料出口而蓬勃发展。1511年，由于马六甲的苏丹和葡萄牙商人发生冲突，葡萄牙总督阿方索·德·阿爾布克爾克下令攻占马六甲，由此葡萄牙在马来群岛的垄断地位得以加强。
后来，荷兰的东印度帝国控制了香料群岛，香料贸易体系达到鼎盛，直至偶然发现了西印度群岛，点燃了欧洲海上列强争夺全球市场资源的百年混战的导火索。最终，法国和英国获取了香料的种子并在自己的殖民地毛里求斯、格林纳达等地引种成功，香料变成了寻常的商品，不再价值连城。香料群岛最后的奥秘也烟消云散了。
正如費爾南·布勞岱爾指出的，罗马帝国衰落之后，达迦马船队到达之前，印度洋区域是高度自给自足的。「印度洋只需要外界的奢侈品。」地中海区域对胡椒、香料、丝绸的需求与印度和中国对贵金属的需求形成了平衡（布勞岱爾，184-185页）。大航海时代之后，从美洲进口到欧洲（起初是地中海地区，后来是北欧）的丝绸和黄金给了欧洲更多的财富去购买东方的奢侈品，而达迦马等先驱者开拓的海上航线也远比早先的陆路运输更有效率。在这两个因素的影响下，香料的贸易量很快超过了罗马时代。

## 当代的香料生产
当代最昂贵的香料是番紅花（这也是每单位重量最昂贵的食品）。西班牙、印度和伊朗是藏红花的主要产地。生产一磅（约0.5千克）藏红花需要35000到100000朵花。
以下的列表是2004年全球香料产量。
| 印度     | 1 600 000 | 86 %  |
| 中国     | 66 000    | 4 %   |
| 孟加拉国 | 48 000    | 3 %   |
| 巴基斯坦 | 45 300    | 2 %   |
| 土耳其   | 33 000    | 2 %   |
| 尼泊尔   | 15 500    | 1 %   |
| 其他国家 | 60 900    | 3 %   |
| 总量     | 1 868 700 | 100 % |